# سكوت تانكوك
سكوت تانكوك (بالإنجليزية: Scott Tancock)‏ (29 ديسمبر 1993 بسوانزي في المملكة المتحدة - ) هو لاعب كرة قدم بريطاني في مركز الدفاع. شارك مع منتخب ويلز تحت 21 سنة لكرة القدم. أما مع النوادي، فقد لعب مع سوانزي سيتي ونادي ريكسهام ونيوبورت كونتي.

## وصلات خارجية
- سكوت تانكوك على موقع قاعدة بيانات كرة القدم.إي يو (الإنجليزية)
- سكوت تانكوك على موقع Soccerbase.com (لاعب) (الإنجليزية)
- سكوت تانكوك على موقع Soccerway.com (الإنجليزية)